# Rudolf Kreitlein
Rudolf Kreitlein   (Fürth, 14 de novembre de 1919 - Stuttgart, 31 de juliol de 2012) va ser un àrbitre de futbol internacional alemany, actiu en la dècada dels anys 60s. Famós pel polèmic partit de la Copa del Món de futbol de 1966 entre Anglaterra i l'Argentina quan va expulsar l'argentí Antonio Rattín per dir que l'havia insultat. Rattin no parlava alemany i l'àrbitre Kreitlein no parlava castellà. En el seu moment es va dir que aquest partit estava manipulat perquè guanyés l'equip anglès.

## Carrera
Kreitlein va començar la seva carrera d'àrbitre als 17 anys, i aviat es va traslladar als Estats Units per a entrenar àrbitres. Tornaria a Alemanya, on es va convertir en futbolista professional. De tota manera, una lesió en el genoll va acabar amb aquesta aspiració per a concentrar-se a ser àrbitre professional. L'ascens de Kreitlein a la prominència dins del joc europeu era evident abans de la Copa del Món. Va ser triat com un dels representants alemanys del Campionat de la UEFA juvenil de 1963 celebrat a Anglaterra, arbitrant l'Anglaterra-Irlanda del Nord a Wembley (els seus linieres van ser l'hongarès István Zsolt i el belga Mark Raemaekers).
Kreitlein va ser àrbitre a la 1. Bundesliga des de la seva inauguració en 1963 però només va arbitrar 36 partits en la lliga domèstica. Al maig de 1966, va ser l'encarregat de xiular la final de la final de la Copa d'Europa entre el Reial Madrid i el Partizan de Belgrad a Brussel·les.

### Anglaterra - Argentina, Mundial de 1966
Kreitlein és potser conegut per haver arbitrat els quarts de final del Mundial de Futbol de 1966 entre Anglaterra i l'Argentina en el qual va expulsar a Antonio Rattín en el minut 35 per doble amonestació. Rattín en principi va rebutjar deixar el terreny de joc, parlant furiosament contra Kreitlein (malgrat que cap dels dos homes entenia l'idioma de l'altre). El partit va estar detingut diversos minuts fins que Rattín finalment abondonó el camp. També va ser durant aquest joc que Jack Charlton va ser advertit i que només ho va descobrir l'endemà quan va veure la crònica en el periòdic. Com a resultat d'aquesta incident, Kreitlein i Ken Aston van desenvolupar la idea de les targetes vermelles i grogues per a comunicar-se en el camp. Kreitlein es va retirar de l'arbitratge professional en 1967.

## Mundial de Futbol de 1966 i la invenció de la targeta groga i vermella
El punt culminant de la carrera de Kreitlein va ser la seva nominació per la FIFA per a la Copa del Món de 1966 a Anglaterra. Va arbitrar dos jocs en aquest torneig de la Copa del Món: primer en el 
grup 4 entre la Unió Soviètica i Itàlia i després en els quarts de final entre els amfitrions Anglaterra i l'Argentina. Les llegendes de l'àrbitre europeu Gottfried Dienst i István Zsolt van ajudar a Kreitlein com a banderers en els quarts de final. Dienst després va arbitrar la final entre Anglaterra i Alemanya.
El partit ja era agressiu en els primers compassos, per la qual cosa Kreitlein ja havia advertit a tres argentins i dos anglesos quan va expulsar al capità argentí Antonio Rattín en el minut 35. Aquest va córrer cap a ell i li va cridar. Kreitlein ho va prendre com un insult, malgrat que no entenia espanyol. “L'àrbitre alemany va dir després que va llegir això de l'expressió facial.” Rattín, que no parlava ni alemany ni anglès, només va demanar un intèrpret i es va negar a abandonar el camp. Policies anglesos van haver de treure del camp el gegant Rattín. Després del joc, Kreitlein, que mesurava només 1,68 metres d'altura, va rebre el sobrenom afectuosament burleta de "petit sastre valent".
Després del partit, el directiu d'àrbitres britànic, Ken Aston, es dirigia a l'hotel quan va haver de detenir-se en un semàfor. Tenia la idea que les targetes vermella i groga podien ser un mitjà internacional d'enteniment en el futbol i ho va discutir amb Kreitlein l'endemà. Va presentar la proposta a la FIFA, que la va acceptar i la va implementar en 1970 per al Mundial de Mèxic.
Kreitlein estava programat per a arbitrar la final de la Copa del Món de 1966, però no se li va permetre perquè un dels finalistes era Alemanya.

## Vida personal
Kreitlein va treballar com a sastre. Va estar casat però no va tenir fills. La seva dona va morir en 2008.